# 高橋製作所のアクセサリー製品一覧
高橋製作所のアクセサリー製品一覧（たかはしせいさくしょのアクセサリーせいひんいちらん）は、高橋製作所が販売した望遠鏡用のアクセサリー製品の一覧である。

## 概要
初期の製品は、黒の紙箱にTS-XXX（001から021までの３桁の数字）と番号を振られて販売されていた。その後、一部の製品を除いて、箱がなくなった。

## TS番号を振られた製品
| TS番号 | 製品名                         | 説明 | 備考                    |
| ------ | ------------------------------ | --- | ----------------------- |
| TS-001 | カメラアダプター               | 望遠鏡にカメラを接続するためのアダプター。直接、間接両用。間接撮影時にアイピース及びフィルターを光路に配置することが容易にできる。 | 実用新案登録：第1002695 |
| TS-002 | 十字線入りアイピースアダプター | ガイド撮影時に使用する十字線を |                         |
| TS-006 | サン天頂プリズム               | 太陽観測時に太陽放熱プリズムにより太陽光の大部分を逃し減光するアクセサリー                                                         |                         |
| TS-008 | ターレットレボルバー           | 複数のアイピースを簡単に切り替えるためのアクセサリー                                                                               |                         |
| TS-009 | D 型用アクセサリー取付金具     | 鏡筒にアクセサリーを取付るためのバンド                                                                                             |                         |
| TS-010 | ガイディングスコープ用金枠     | 鏡筒にガイドスコープを取り付けるための支持枠                                                                                       |                         |
| TS-012 | オルソ(or) 40mm アイピース     | 36mm 径 大型アイピース |                         |
| TS-013 | バローレンズ                   | 対物レンズの焦点距離を２倍（３倍）にするためのアダプター                                                                           |                         |
| TS-014 | アーム付カメラ雲台             | |                         |
| TS-016 | エルフレ(Er) 32mm アイピース   | 43mm径 大型アイピース |                         |
| TS-018 | 据付用ポラーファインダー       | 極軸望遠鏡を付属していない赤道儀の赤緯体に取付け、極軸を調整するためのアクセサリー                                                 |                         |
| TS-020 | CAシャッター                   | |                         |

## 番号なしの製品
- カメラアタッチメント
- 太陽投影板
- サングラス
- ムーングラス
- バランスウェイト
- アジャスター・フラットナー
- 対物分光プリズム
- 地上プリズム
- イメージシフト
- バリエクステンダー
- ２Xアタッチメント
- NCA